# Cozola defecta
Cozola defecta är en fjärilsart som beskrevs av Embrik Strand 1923. Cozola defecta ingår i släktet Cozola och familjen tofsspinnare. Inga underarter finns listade i Catalogue of Life.